# Park Mok-wol
Bak Mok-weol (hangeul: 박목월) est un écrivain sud-coréen né le 6 janvier 1916 et mort en mars 1978.

## Biographie
Bak Mok-weol est né le 6 janvier 1916 à Gyeongju, dans la province de Gyeongsangbuk-do, en Corée du Sud. Son nom de naissance est Park Young-jong. Il a occupé un poste de professeur à l'Université Hongik et à l'Université de Hanyang (où une statue a été érigée en son honneur) à partir de 1961. Il a été élu à l'Académie coréenne des Arts (Yesurwon) en 1965 et a également été choisi comme président de l'Association des poètes coréens en 1968. Il décède en 1978.

## Œuvre
Les poèmes de Bak Mok-weol ont permis d'apporter un nouveau style dans la poésie coréenne. Dans ses premiers poèmes, il a tenté d'exprimer l'innocence et l'émerveillement propres à l'enfance face aux épisodes de la vie, à travers notamment les chansons populaires et un discours poétique composé en dialecte. Cependant, après l'expérience de la Guerre de Corée (1950-1953), son travail a évolué vers un autre style : il s'est efforcé d'intégrer à sa poésie les notions de douleur, de mort, et aussi la monotonie de la vie quotidienne tout en maintenant une écriture sentimentale et lyrique. Ses recueils Fleurs de pêcher sauvage (Sandohwa) et Orchidées et autres poèmes (Nan, geurigo gita) dévoilent la volonté du poète de décrire les réactions humaines face aux joies et aux peines de la vie. Ses poèmes suivants montrent un retour à l'utilisation de la langue dialectale comme moyen de rendre la couleur et la vitalité des cultures locales. Son recueil représentatif de cette période, Des feuilles qui tombent à Gyeongsang-do (Gyeongsangdo-ui garangnip), est un exemple parfait des interrogations intérieures du poète, à savoir la relation entre la lumière et l'obscurité, le bonheur et le désespoir, la vie et la mort. Cette poésie, en particulier les poèmes les plus récents, révèle un fervent amour pour la vie, en dépit des épreuves de tout un chacun. Bak est reconnu pour l'optimisme de ses textes et pour sa capacité à manier avec brio les langues dialectales.
Le poème suivant est l'un de ses plus célèbres poèmes :
Le voyageur (나그네)  de Bak Mok-weol (박목월).
강나루 건너서
밀밭길을
구름에 달 가듯이
가는 나그네
À travers la rivière
À travers les champs de blé
Telle la lune voguant à travers les nuages
S'en va le voyageur.
길은 외줄기
남도삼백리
술 익는 마을마다
타는 저녁놀
Une route est tracée pour le vagabond
À travers les centaines de villages au sud
Sous le soleil rayonnant, le ciel s'embrase
Dans chaque village le vin mûrit dans sa cuve.
구름에 달 가듯이
가는 나그네
Telle la lune voguant à travers les nuages
S'en va le voyageur.

## Textes en traduction
- Selected poems of Pak Mog-wol,  Anglais (박목월 시선집)
- 过客, en chinois (박목월 시선)
- Le Passant, en français (나그네)